# Aspidiophorus
Aspidiophorus is een geslacht van buikharigen uit de familie Chaetonotidae. De wetenschappelijke naam van het geslacht werd in 1903 voor het eerst geldig gepubliceerd door Max Voigt. Hij voerde de naam in als nomen novum voor Aspidonotus, omdat die naam reeds eerder in gebruik was (namelijk in 1835 door Gaspard Auguste Brullé voor een geslacht van sabelsprinkhanen).

## Soorten[2]
- Aspidiophorus aster Martin, 1981
- Aspidiophorus bibulbosus Kisielewski, 1979
- Aspidiophorus bisquamosus Mock, 1979
- Aspidiophorus brahmsi Grosso, 1973
- Aspidiophorus gullmarsfjordensis Kånneby & Todaro, 2017
- Aspidiophorus heterodermus Saito, 1937
- Aspidiophorus lamellophorus Balsamo, Hummon, Todaro & Tongiorgi, 1997
- Aspidiophorus lilloensis Grosso & Drahg, 1983
- Aspidiophorus longichaetus Kisielewski, 1986
- Aspidiophorus marinus Remane, 1926
- Aspidiophorus mediterraneus Remane, 1927
- Aspidiophorus microlepidotus d'Hondt, 1978
- Aspidiophorus microsquamatus Saito, 1937
- Aspidiophorus multitubulatus Hummon, 1974
- Aspidiophorus nipponensis Schwank, 1990
- Aspidiophorus oculatus Todaro, Dal Zotto, Maiorova & Adrianov, 2009
- Aspidiophorus oculifer Kisielewski, 1981
- Aspidiophorus ontarionensis Schwank, 1990 [sensu Schwank & Kånneby, 2014]
- Aspidiophorus ophiodermus Balsamo, 1983
- Aspidiophorus ornatus Mock, 1979
- Aspidiophorus paradoxus (Voigt, 1902)
- Aspidiophorus paramediterraneus Hummon, 1974
- Aspidiophorus pleustonicus Kisielewski, 1991
- Aspidiophorus polonicus Kisielewski, 1981
- Aspidiophorus polystictos Balsamo & Todaro, 1987
- Aspidiophorus pori Kisielewski, 1999
- Aspidiophorus schlitzensis Schwank, 1990
- Aspidiophorus semirotundus Saito, 1937
- Aspidiophorus slovinensis Kisielewski, 1986
- Aspidiophorus squamulosus (Roszczak, 1935)
- Aspidiophorus tatraensis Kisielewski, 1986
- Aspidiophorus tentaculatus Wilke, 1954
- Aspidiophorus tetrachaetus Kisielewski, 1986

### Synoniemen
- Aspidiophorus microsquammatus Saito, 1937 => Aspidiophorus microsquamatus Saito, 1937
- Aspidiophorus silvaticus Varga, 1963 a=> Chaetonotus (Chaetonotus) silvaticus (Varga, 1963)
- Aspidiophorus tatraënsis Kisielewski, 1986 => Aspidiophorus tatraensis Kisielewski, 1986